# Gorxheimertal
Gorxheimertal es un municipio de Alemania, situado en la Selva de Oden. Pertenece al distrito de Bergstraße y por tanto es parte de la Región Metropolitana Rhein-Neckar.

## Geografía

### Situación geográfica
El municipio está situado en el valle de Grundelbach, en la Selva de Oden. Por Gorxheimertal discurre el Grundelbach, un pequeño afluente del Weschnitz, que a su vez desemboca en el Rin.
La ciudad importante más próxima es Weinheim.
En la parte oriental de Trösel (uno de los barrios o subdivisiones municipales de Gorxheimertal) se levantan las montañas Waldskopf y Daumberg (un antiguo volcán), que marcan el límite de Gorxheimertal por el este.

### Municipios cercanos
Gorxheimertal limita al norte con el municipio de Birkenau  (barrios de Buchklingen y Löhrbach), al este con Abtsteinach, al sudeste con Heiligkreuzsteinach y al sur y al este con la ciudad  de Weinheim. Los dos primeros pertenecientes como Gorxheimertal al Distrito de Bergstraße y los dos últimos a la Región Metropolitana Rhein-Neckar del estado de Baden-Württemberg.

### División municipal
El municipio consta de los siguientes barrios o subdivisiones municipales: Gorxheim, Unter-Flockenbach y Trösel.

## Política
Tras las elecciones de 2011 en la alcaldía de Gorxheimertal tienen representación los partidos nacionales SPD (Partido Socialdemócrata de Alemania) y CDU (Unión Demócrata Cristiana) y el partido local Pro-Tal (Pro-Gorxheimertal).

### Alcaldes
- 1972–1981: Adam Flößer
- 1982–1999: Germaid Fitz
- Desde 2000: Uwe Spitzer

- Datos: Q1538518
- Multimedia: Gorxheimertal / Q1538518

1. ↑  Worldpostalcodes.org, código postal n.º 69517.